# Трипръсткови
Трипръстковите (Turnicidae) са семейство дребни птици от разред Дъждосвирцоподобни. Според друга голяма част от орнитолозите най-рядко биват причислявани въз основа на морфологични сходства към разредите Кокошоподобни и Жеравоподобни. По външен вид приличат на пъдпъдъци. Тежат около 30 – 50 г. Повечето от видовете имат три пръста на краката, откъдето разредът носи името си. Мъжкият е по-дребен и по-скромно оцветен.

## Разпространение
Разпространени са в южните части на Испания, Африка, Мадагаскар, южна Азия и принадлежащите ѝ острови чак до Австралия, Соломонови острови, Нова Каледония. Обитават открити тревисти равнини.

## Начин на живот и хранене
Водят наземен начин на живот. Летят само при нужда. Всеядни са. Хранят се със семена и дребни безгръбначни като насекоми и червеи.

## Размножаване
Не образуват двойки, а нещо подобно на полиандрия. Една женска бива оплождана от няколко мъжки и снася до около 15 яйца в гнездата им. Мътенето и отглеждането на малките се извършва от мъжкия. Могат да отгледат до 4 люпила годишно.

## Класификация
Семейството включва 2 рода:
- Род Трипръстки (Turnix)
- Род Ortyxelos